# Alsike
Alsike est une localité de Suède dans la commune de Knivsta située dans le comté d'Uppsala.
Sa population était de 5 001 habitants en 2019.